# Pierre Beaudel
Pierre Dieudonné Beaudel est un homme politique français né le 2 décembre 1763 à Saint-Dié (Vosges) et mort le 21 août 1838 à Strasbourg (Bas-Rhin).

## Biographie
Magistrat sous le Premier Empire, il est député du Bas-Rhin en 1815, pendant les Cent-Jours.

## Sources
- « Pierre Beaudel », dans Adolphe Robert et Gaston Cougny, Dictionnaire des parlementaires français, Edgar Bourloton, 1889-1891 [détail de l’édition]